# Therioplectes
Therioplectes is een vliegengeslacht uit de familie van de dazen (Tabanidae).

## Soorten
- T. gigas

Hommeldaas (Herbst, 1787)
- T. tricolor Zeller, 1842
- T. tunicatus (Szilady, 1927)